# 哈里·霍普金斯
哈里·劳埃德·霍普金斯（Harry Lloyd Hopkins，1890年8月17日—1946年1月29日），美国政治家，美国民主党人，曾任美国商务部长（1938年－1940年）。
霍普金斯是美国总统富兰克林·D·罗斯福的重要顾问与心腹，也是新政的主要设计者之一，参与组建并领导了公共事业振兴署。在第二次世界大战期间，霍普金斯担任罗斯福总统的首席私人顾问并实际上成为了白宫的第二号人物，参与了美国、英国、苏联之间的所有重大决策并在《租借法案》的制订和实施与雅尔塔会议中扮演了极其关键的角色，因其出色的政治洞察力与执行能力而被温斯顿·丘吉尔首相称为“看到问题核心的勋爵”（“Lord Root of the Matter”）。